# Chionanthus domingensis
Chionanthus domingensis är en syrenväxtart som beskrevs av Jean-Baptiste de Lamarck.
Chionanthus domingensis ingår i släktet Chionanthus och familjen syrenväxter. Inga underarter finns listade i Catalogue of Life.